# Inline-Skaterhockey Deutschland
Die Inline-Skaterhockey Deutschland (ISHD) ist die Sportkommission für Inline-Skaterhockey des Deutschen Rollsport und Inline-Verbands (DRIV). Die ISHD ist offizielles Mitglied in der International Inline Skater Hockey Federation (IISHF) und stellt die Nationalmannschaft des DRIV.

## Geschichte
Die erste Vorläuferorganisation war die im Jahr 1983 gegründete Rheinlandliga. 1985 folgte die Gründung der 'Fachsparte Skaterhockey' im Rollsportverband Nordrhein-Westfalen mit Aufnahme des Spielbetriebs in zwei Ligen. Zwei Jahre später gründete der „Deutsche Rollsport-Verband“ (DRB) die 'Fachsparte Skaterhockey' (FSH), in der neben Nordrhein-Westfalen die Landesverbände von Berlin, Hamburg und Bayern Mitglied werden. Bereits im Jahr 1986 wurde der erste Deutsche Meister in der Altersklasse der Herren ermittelt, als die Sportart (Inline-)Skaterhockey in den Deutschen Rollsport-Bund, den heutigen Deutschen Rollsport und Inline-Verband aufgenommen wurde.
Erster Deutscher Meister wurde der SCC Deutzer Haie. In den Verbandstabellen, die im Rollsport-Magazin des DRB veröffentlicht wurden, wurden die SCC Deutzer Haie in der Saison 1986 noch als RSC Rheinland Köln/Team Deutz geführt. Der Skaterhockey-Club Cologne (SCC) machte sich im Jahr 1986 selbstständig, die Ausgliederung vermerkte der Verband aber erst zum 1. Januar 1987. Dennoch führt die ISHD den ersten Deutschen Meister als SCC Deutzer Haie.
Nachdem in den Folgejahren auch die deutschen Meisterschaften für Damen wie für Schüler ausgetragen wurden, wird 1996 die 1. Herren-Bundesliga gegründet und die erste Nationalmannschaft gebildet. Im Jahr 1995 beginnen die ersten Spieler mit Inline-Skates und die erste internationale Begegnung zwischen England und Deutschland findet in England statt.
Im Jahr 1997 wird, bedingt durch den zunehmenden Anteil der Inlineskater, die 'Fachsparte Skaterhockey' in „Inline-Skaterhockey Deutschland“ (ISHD) umbenannt. Es finden die ersten Inline-Skater-Europameisterschaften in den Spielklassen Herren, Damen und Junioren statt. Im Jahr 2000 gab es bundesweit 25 Ligen.

## Vorsitzende
- 1987–1997 Norbert Demmer (Neuss)
- seit 1997 Ingo Goerke (Pulheim)

## Entwicklung
| Jahr | Vereine | Teams | Mitglieder |
| ---- | ------- | ----- | ---------- |
| 1983 | 3       | 3     | 40         |
| 1985 | 10      | 14    | 200        |
| 1990 | 30      | 50    | 1.000      |
| 1995 | 70      | 120   | 3.000      |
| 2000 | 90      | 200   | 5.000      |
| 2005 | 100     | 240   | 7.000      |
| 2007 | 110     | 260   | 7.500      |
| 2010 | 110     | 260   | 7.500      |
| 2015 | 120     | 270   | 8.000      |
| 2016 | 114     |       |            |
| 2017 | 125     | 280   | 8.500      |

## Ligabetrieb
In der ISHD wird zurzeit in drei Herren-Bundesligen gespielt. Es gibt die 1. Bundesliga sowie die 2. Bundesliga, welche in Nord und Süd aufgeteilt wurde. Des Weiteren gibt es eine 1. Damenliga und zwei 2. Damen-Bundesligen (Nord und Süd). Im Herrenbereich folgen nach der 1. und 2. Bundesliga, die Regionalligen, wovon die ISHD die Ligen Mitte und West selber organisiert, während die anderen Regionalligen von einzelnen Landesverbänden betreut wird.
Weiterhin organisiert die ISHD aus geschichtlichen Gründen noch die NRW-Landesligen (Rheinland, Westfalen), die 1. Juniorenliga West, die 1. Jugendliga West, die 1. Schülerliga und die weiteren 2. Nachwuchsligen sowie die Bambini (U10) organisiert.
Die regionalen Ligen unterhalb der Bundesligen außerhalb von NRW werden von den weiteren Regionalverbänden organisiert:
- Bayern: BRIV (Bayerischer Rollsport- und Inline-Verband); Regionalliga Süd-Ost, zwei Oberligen (Nord und Süd) und vier Landesligen (Nord, Mitte, Schwaben und Allgäu)
- Ostdeutschland: BISHL (Berliner Inline-Skaterhockey Liga); Regionalliga Ost, Landesliga und Jugend-, Schüler-, Bambiniliga
- Hamburg: Hamburger Eis- und Rollsport Verband (HERV)
- Niedersachsen: Niedersächsischer Rollsport- und Inline Verband (NRIV); Verbands- und Nachwuchsligen; Canpro-Cup
- Südbaden: Südbadischer Rollsport- und Inline Verband (SRIV); Jugend- und Juniorenligen, Schüler- und Jugendcup
- Württemberg: Württembergischer Rollsport- und Inline Verband (WRIV); Jugend- und Juniorenligen

### Bundesliga-Ausschuss
Im Jahr 2010 wurde zur weiteren professionellen Entwicklung der Herrenbundesliga ein Bundesliga-Ausschuss, bestehend aus Vertretern des ISHD und der Vereine, eingerichtet. Als Ergebnis der ersten Arbeitstagungen wurde eine eingleisige Bundesliga mit zwölf Mannschaften ab 2012 projektiert und für die Saison 2011 festgelegt, dass die Mannschaften auf den ersten fünf Plätzen der Bundesligen Nord und Süd sich automatisch für die neue 1. Bundesliga qualifizieren, während die beiden Sechstplatzierten den einen und die Tabellenführer der 2. Bundesligen den anderen verbliebenen Ligenplatz unter sich ausspielen.
2020 spielt die Bundesliga Herren mit 10 Teams und die Damenbundesliga mit 7 Teams.

### Spielmodus
Im Herren- und Damenbereich wird der Deutsche Meister nach einer Vorrunde, bei der jede Mannschaft in je einem Hin- und einem Rückspiel gegen die anderen Mannschaften antritt, in den sogenannten Play-offs im Modus 'Best of Three' ausgespielt.
In den Junioren-, Jugend- und Schülerbereichen treten die Finalisten der jeweiligen Landesverbände in einem Endturnier gegeneinander an, wo der Deutsche Meister ausgespielt wird. Bei den Bambini wird kein deutscher Meister ausgespielt.

## Pokal
In allen Spielklassen oberhalb der Bambini (U10) wird jährlich der ISHD-Pokal ausgespielt; traditionell finden die Pokalendspiele an einem Tag im Dezember an einem gemeinsamen Spielort statt.

## Verbände der Länder
- Baden – Badischer Roll- und Inlinesport Verband (BRISV)
- Bayern –  Bayerischer Rollsport- und Inline Verband (BRIV)
- Berlin – Berliner Inline-Skaterhockey Liga (BISHL)
- Hamburg – Hamburger Eis- und Rollsport Verband (HERV)
- Hessen – Hessischer Rollsport und Inline Verband (HRIV)
- Niedersachsen – Niedersächsischer Rollsport- und Inline Verband (NRIV)
- Nordrhein-Westfalen – Rollsport- und Inline Verband Nordrhein-Westfalen (RIV) aber aus historischen Gründen komplett unter ISHD Verwaltung
- Schleswig-Holstein – Rollsport- und Inline Verband Schleswig-Holstein (RIVSH)
- Südbaden – Südbadischer Rollsport- und Inline Verband (SRIV)
- Württemberg – Württembergischer Rollsport- und Inline Verband (WRIV)

## Ligeneinteilung
Die ISHD zählt ca. 110 registrierte Vereine aus ganz Deutschland (2014).

### Herren
| 1. Bundesliga 2024 |
| • Bissendorfer Panther • Crash Eagles Kaarst • Crefelder SC • Düsseldorf Rams • Duisburg Ducks • ESC Moskitos Essen • HC Köln-West Rheinos • IHC Atting • IVA Rhein Main Patriots • Samurai Iserlohn |

| 2. Bundesliga 2024 | |
| Nord | Süd |
| • Ahauser Maidy Dogs • Bockumer Bulldogs • Crefelder SC II • Highlander Lüdenscheid • Mendener Mambas • Miners Oberhausen • Red Devils Berlin • TSG Bergedorf Lizards • Unitas Berlin | • Badgers Spaichingen • Crash Eagles Kaarst II • Deggendorf Pflanz • Düsseldorf Rams II • HC Merdingen • Hilden Flames • RRV Bad Friedrichshall • SG Langenfeld Devils • TV Augsburg I |

| Regionalliga 2024 | | | | |
| Nord | West | BW* | Süd-Ost** | Ost*** |
| • Bissendorfer Panther II • Bremerhaven Whales • Empelde Maddogs • ERC Wunstorf Lions • Münster Mottek • Salzstadtkeiler Lüneburg I • TV Paderborn Rogues | • Commanders Velbert • Crefelder SC III • ESC Moskitos Essen II • GSG Nord • HC Köln-West Rheinos II • Hilden Flames II • Mendener Mambas II • Miners Oberhausen II • Pulheim Vipers I | • Badgers Spaichingen II • Blue Arrows Sasbach • Dragons Heilbronn • Hockeyclub Bräunlingen • IHC Landau • Kirrweiler Knights • RSC Bulls Bahlingen • SV Winnenden | • Crocodiles Donaustauf • Deggendorf Pflanz II • IHC Atting Wölfe II • Ingolstadt Lumberjacks • Nürnberg Knights • Pleystein Piranhas | • Berlin Buffalos • Eisbären Juniors • Powerkrauts Berlin • Rostocker Nasenbären • SG Falkensee/Potsdam • Spreewölfe Berlin |

* Die Regionalliga ISH-BW wird vom Inline-Skaterhockey Baden-Württemberg (ISH-BW) organisiert. Die Teilnehmer gehören damit, wie auch die Teilnehmer der unteren Ligen anderer Regionalverbände, nicht direkt zur ISHD.
** Die Regionalliga Süd-Ost wird vom Bayerischen Rollsport- und Inline-Verband (BRIV) organisiert und ist in vier Staffeln aufgeteilt. Dadurch entfällt die Landesliga.
*** Die Regionalliga Ost wird von der Berliner Inline-Skaterhockey Liga (BISHL) organisiert.
| Landesliga 2020 | | | | |
| Rheinland | Westfalen | Nord**** | Bayern | Süd-West***** |
| • RSC Aachen I • Bockumer Bulldogs II • Crash Eagles Kaarst III • Düsseldorf Flyers I • HC Köln-West Rheinos III • SG Langenfeld Devils III • Hilden Flames II • Fortuna Bonn Thunder I | • Commanders Velbert II • Brakel Blitz I • Mendener Mambas II • Bochum Lakers I • Neheim Blackhawks I • SHC Rockets Essen III • Samurai Iserlohn III • Münster Mottek I • Highlander Lüdenscheid II | Staffel Nord: • Hamburg Hawks • Holtenau Huskies I • Jade Warriors Wilhelmshaven • Salzstadtkeiler Lüneburg II • SVNA Hamburg • TSG Bergedorf Lizards II Staffel Süd: • Dukes Celle • Engelbostel Devils • ERC Wunstorf Lions • Hannover Hurricanez I • Maddogs Empelde II • Wolfsliner I | In Bayern sind alle Herren-Teams in 4 Staffeln der Regionalliga aufgeteilt. Somit gibt es keine Landesliga. | • IHC Landau I • Badgers Spaichingen II • HC Merdingen II • Nimburg Crocodiles I • Freiburg Beasts II • SV Winnenden II |

**** Die Landesliga Nord wird vom Niedersächsischen Rollsport- und Inline Verband (NRIV) organisiert und ist in zwei Staffeln aufgeteilt..
***** Die Landesliga Süd-West wird vom Inline-Skaterhockey Baden-Württemberg (ISH-BW) organisiert.

### Damen
| 1. Damenliga 2024 |
| • Bissendorfer Panther • Bockumer Bulldogs • Brakel Blitz • Crash Eagles Kaarst • Duisburg Ducks • IVA Rhein Main Patriots • Mendener Mambas • Miners Oberhausen • Pulheim Vipers • Samurai Iserlohn • Spreewölfe Berlin |

In der Saison 2024 gibt es keine 2. Damenliga.